# Sticherus hispaniolensis
Sticherus hispaniolensis är en ormbunkeart som beskrevs av J. Gonzales. Sticherus hispaniolensis ingår i släktet Sticherus och familjen Gleicheniaceae. Inga underarter finns listade.